# Tamazight de Ghadamès
Le tamazight de Ghadamès (en amazigh : ɛdimes,[ʕdimes],  ɣdames, [ɣdames] (ghdames), ou taɣdimest (taghdimest) ou ; arabe : لهجة غدامسية), aussi appelé ghadamsien ou ghadamsi est une langue berbère parlée dans la ville oasis de Ghadamès, dans le district de Nalut, dans l'Ouest de la Libye.

## Recherche
Les documents en tamazight de Ghadamès ont été rassemblés par deux linguistes. Les premiers documents ont été publiés en 1903 et 1904 par Adolphe de Calassanti Motylinski (1854–1907). Une source plus abondante et plus fiable est fournie par les travaux du Père Blanc Jacques Lanfry, qui séjourne à Ghadames de 1944 à 1945 et qui publie ses principaux ouvrages en 1968 et 1973. Aucune nouvelle recherche n'a été entreprise sur place depuis lors. Récemment, Kossmann (2013) a publié une grammaire moderne de Ghadamès basée sur les matériaux de Lanfry.

## Nombre de locuteurs
En 1973, Lanfry mentionne le nombre de c. 4.000 locuteurs comme une estimation optimiste. Le nombre réel de locuteurs n'est pas connu avec certitude. Ethnologue cite un certain nombre de c. 10 000 locuteurs en 2006, dont 2 000 autres vivant en dehors de la zone. Cependant, le nombre de 10 000 reflète le nombre total d'habitants de Ghadamès, qui ne sont pas tous des locuteurs natifs de Ghadamès. De plus, le nombre de 2 000 locuteurs émigrés est basé sur une source très ancienne. Ethnologue classe la langue comme 6b (menacée).

## La langue
Le ghadamsi est une langue berbère à part entière, préservant plusieurs caractéristiques phonologiques et morphologiques uniques, et le lexique de Ghadamès, tel que enregistré par Lanfry, montre relativement peu d'influence de l'arabe. Il n'y a pas encore de consensus sur la classification du Ghadamès au sein du groupe linguistique berbère. Aikhenvald et Militarev (1984) le regroupent parmi les langues berbères orientales, et Kossmann (1999) le regroupe spécifiquement avec le tamazight d'Awjila. Ethnologue le classe comme faisant partie du zénète de l'Est.

## Phonologie
Consonnes
Comme les autres dialectes berbères et l'arabe, le ghadamsien dispose à la fois des consonnes dentaires pharyngées (« emphatiques ») et simples. La gemination est contrastive. Les consonnes listées entre parenthèses n'apparaissent que très sporadiquement.
|                 | Labial <br/> | Labio- <br/> dentaire | Dentaire <br/> | Dentaire <br/> phar. | Palatale <br/> | Vélaire <br/> | Uvulaire <br/> | Pharyngien <br/> | Glottique <br/> |
| --------------- | ------------ | --------------------- | -------------- | -------------------- | -------------- | ------------- | -------------- | ---------------- | --------------- |
| Nasale          | m            |                       | n̪              |                      |                |               |                |                  |                 |
| Arrêt <br/>     | (p) b        |                       | t̪ d̪            | t̪ˤ dˤ                | ɟ              | k ɡ           | q              |                  |                 |
| Fricative <br/> | β            | f                     | s̪ z̪            | s̪ˤ z̪ˤ                | ʃ ʒ            | x ɣ           |                | ħ ʕ              | h               |
| Affriqué        |              |                       |                |                      | ( tʃ )         |               |                |                  |                 |
| Approximant     | w            |                       | l̪              | l̪ˤ                   | j              |               |                |                  |                 |
| Trille          |              |                       | r̪              | r̪ˤ                   |                |               |                |                  |                 |

Voyelles
La plupart des langues berbères n'ont que trois voyelles phonémiques. Le berbère de Ghadamès, comme le tamasheq, a sept voyelles.
|                | De face | Central | Retour |
| -------------- | ------- | ------- | ------ |
| proche         | i       |         | u      |
| Proche-milieu  | e       |         | o      |
| Milieu         |         | ə       |        |
| Presque ouvert |         | ɐ       |        |
| Ouvert         |         | a       |        |